# 多边兽
多邊獸（日文： 英文：Porygon ），舊譯3D龍或立方獸，是精靈寶可夢系列登場的虛構怪獸的其中一種。其全国图鉴编号为137，城都联盟图鉴编号为215，豐緣地區图鉴编号为292。多邊獸在不同的精靈寶可夢版本中有两种不同的特性，一个是可复制对手特性的“複製”，一个是可提升自身物攻或特攻的“下載”。在大多數的版本中，多邊獸的取得方法为用大量的的遊戲代幣換取。

## 概要
多邊獸的外表類似一個早期的3D設計軟體設計出來的產物，有明顯的稜角。而他的進化型則沒有這些稜角，顯現出3D技術的進步。
多邊獸被認為是由西爾佛公司（即火箭隊曾經佔據的大樓）所製造出來的人造寶可夢，也是系列首隻人造寶可夢，身體由程式實體化構成，牠不需要呼吸，可自由穿梭電子世界及現實世界（精靈寶可夢世界），如果是沒有寫入程式裡的動作就做不出來。
牠是唯一一個兩段進化都需要通訊交換的寶可夢，在舊譯裡，牠和牠的進化型是唯一一個中文名稱中帶有數字和英文的寶可夢。
在遊戲中，可攜帶升級資料進行連線交換進化成多邊獸II，多邊獸II可攜帶可疑修正檔進行連線交換進化成多邊獸Z。

## 现实影响
1997年12月16日在东京电视台播出的精靈寶可夢第38话时，在主角们骑乘该寶可夢进入電腦世界时，由于为了表现动画中涉及電腦世界中的電腦病毒发射的导弹被皮卡丘使用电击引爆的片段，使用了强烈而且频繁的红蓝交替的闪光，导致之后收到观众发生急性光过敏症的报告。因此该动画亚洲区的播放被勒令终止，之后经观众强烈要求下恢复，但本地及海外授权播放都移除了该集播放。出于避嫌和保证移除该集后的故事连贯性，該寶可夢及其进化型多邊獸Ⅱ、多邊獸Z也没有再在动画篇中出现，迄今也未有「復出」的消息，不過依然可以在片頭曲中找到多邊獸。